# Gyula Feldmann
Gyula Feldmann (* 16. November 1890 in Szeged, Österreich-Ungarn; † 31. Oktober 1955 in Budapest) war ein ungarischer Fußballspieler und -trainer.

## Karriere
Gyula Feldmann begann seine Karriere beim Budapester Verein Nemzeti SC und wurde 1910 erstmals in die Nationalmannschaft einberufen, wo er gegen Österreich sein Debüt gab. Anlässlich der Olympischen Sommerspiele 1912 wurde er zwar im ungarischen 33-Mann-Kader gemeldet, schließlich aber nicht nach Stockholm mitgenommen. Mitte der 1910er Jahre wechselte der Verteidiger zum Ferencvárosi Torna Club, wo er bis 1917 blieb, ehe er sich dem Rivalen MTK Budapest anschloss. Die Blau-Weißen dominierten zu dieser Zeit die Liga und Feldmann wurde mit dem MTK dreimal in Folge (von 1918 bis 1920) ungarischer Meister. Im Mai 1920 trat er zum letzten Mal im Nationalteam an – wieder gegen Österreich, gegen das er neun seiner zehn Länderspiele absolvierte.
Im Sommer 1920 stellte ein deutscher Geschäftsmann ein ungarisches Profiteam zusammen, das gegen eine deutsche Berufsspielermannschaft antreten und auf eine einjährige Deutschland- und Europatournee gehen sollte. Feldmann schloss sich diesem Unternehmen an, gemeinsam mit einigen anderen Nationalspielern wie Ferenc Plattkó, Mihály Pataki, József Ging, Sándor Nemes und József Viola. Die Tournee musste nach wenigen Wochen mangels Erfolg abgebrochen werden, die Spieler klagten ihre ausstehenden Gehälter ein und kehrten nach Ungarn bzw. Österreich zurück, wo sie sich vor den jeweiligen Verbänden zu verantworten hatten. Feldmann erhielt erst im Mai 1921 wieder eine Spielgenehmigung und spielte erneut für den MTK.
1922 wechselte er zum jüdischen Verein Makkabi Brünn in die Tschechoslowakei. Der Makkabi rekrutierte seine Mannschaft vor allem aus ungarischen Spielern und war daher als „Söldnertruppe“ höchst umstritten. Feldmann übernahm auch das Training der Mannschaft und führte sie zu einer Reihe von Siegen gegen europäische Spitzenvereine. Im Frühjahr 1924 geriet der Makkabi erheblich unter Druck, da er auch nichtjüdische Spieler verpflichtete, was schließlich zum Ausschluss aus dem jüdischen Verband führen sollte. Die Mannschaft ging zu dieser Zeit auf Tournee durch Norddeutschland, und Feldmann nutzte dies offenbar, um Kontakte zu knüpfen, auch zu Union 03 Altona und dessen Trainer Gyula Kertész. Der Makkabi-Spieler Ferenc Hirzer spielte bald darauf für ein Jahr bei Union, während Feldmann ab Mai 1924 den Bremer SV zu einem spielstarken und erfolgreichen Team formte, das zweimal die Bezirksmeisterschaft gewann. In der Spielzeit 1926/27 war Feldmann der erste Profitrainer von Eintracht Braunschweig. Zuvor hatte er zum Abschied aus Bremen in einem Freundschaftsspiel des BSV gegen Ferencváros (1:3) noch einmal selbst mitgewirkt und einen Elfmeter verwandelt.
Im Jahr 1927 kehrte er schließlich nach Ungarn zurück und übernahm das Training beim Hungária FC Budapest, der abgespaltenen Profifußballabteilung des MTK. Im Mitropapokal 1927 erreichte er mit Hungária das Halbfinale, wo die Ungarn wegen des unberechtigten Einsatzes von Kálmán Konrád disqualifiziert wurden. 
Nachdem er kurzzeitig als Trainer bei Juventus Bukarest in Rumänien tätig gewesen war, nahm er ein Angebot aus Italien an, gemeinsam mit seinem Landsmann Károly Csapkay den AC Florenz zu betreuen. Mit den Florentinern belegte das Betreuerduo im ersten Jahr den letzten Platz in ihrer Gruppe und verfehlte damit die Qualifikation für die 1929/30 erstmals durchgeführte einheitliche Serie A deutlich. Der unmittelbare Wiederaufstieg in der Folgesaison gelang nicht, doch 1931 kehrte die Fiorentina in die höchste Spielklasse zurück. Der mittlerweile allein verantwortliche Feldmann wurde allerdings von Hermann Felsner ersetzt. Feldmann übernahm den zweitklassigen US Palermo, wo er mit Anton Cargnelli seinerseits einen österreichischen Trainer ablöste, und führte den Verein auf Anhieb in die Serie A. In den folgenden beiden Saisonen gelang mit den Sizilianern jeweils der Klassenerhalt.
1934 wurde Feldmann Nachfolger seines Landsmannes Árpád Weisz auf dem Trainerstuhl von Inter Mailand (damals AS Ambrosiana) und Vizemeister, zwei Punkte hinter Juventus Turin. In seiner zweiten Saison wurde er im Frühjahr von Albino Carraro abgelöst. Seine letzte Station in Italien war die AC Turin, wo er wiederum Anton Cargnelli ersetzte und die Mannschaft zwei Spielzeiten lang betreute, als bestes Ergebnis wurde ein dritter Platz erreicht. In der Saison 1938/39 betreute er noch den SK Jugoslavija Belgrad, ehe er zur Hungária zurückkehrte, die er bis zum März 1940 trainierte, als er einen Schlaganfall erlitt.
Gyula Feldmann starb am 31. Oktober 1955 im Alter von 64 Jahren im XIV. Budapester Bezirk (Zugló).